# Budżet zadaniowy

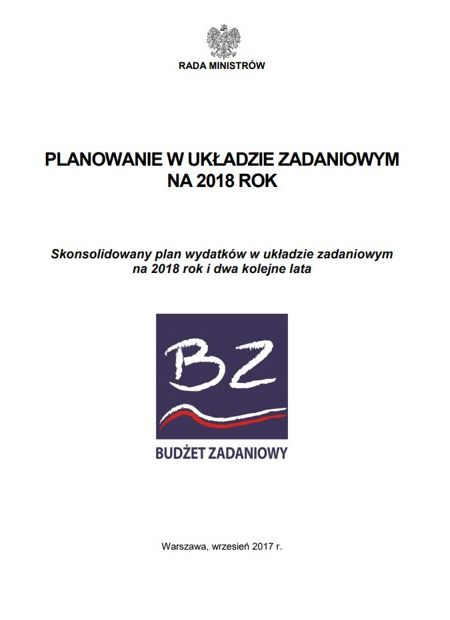
Pierwsza strona polskiej ustawy budżetowej na 2018 w układzie zadaniowym

Budżet zadaniowy (ang. performance budget) – metoda zarządzania finansami publicznymi, ukierunkowana na osiąganie większej skuteczności oraz efektywności i przejrzystości wydatkowania środków publicznych, polegająca na:
1. opracowywaniu budżetu państwa w oparciu o cele budżetu zadaniowego, zgodne ze wskazaniami zawartymi w dokumentach strategicznych i programowych rządu, w ramach których to celów, umieszczane są - właściwe przedmiotowo tym celom - zadania, wraz z adekwatnymi miernikami informującymi o rezultatach/wynikach realizacji tych zadań - a także o rezultatach/wynikach realizacji ich części składowych (a zarazem - o stopniu osiągania celów budżetowych zadań w aspekcie skuteczności oraz efektywności),
2. monitorowaniu oraz ewaluacji poszczególnych zadań budżetu zadaniowego za pomocą mierników, dzięki czemu wytwarzane są informacje efektywnościowe (ang. performance information) służące podnoszeniu jakości alokacji w planowaniu budżetu w kolejnych latach/okresach planowania budżetowego,
3. praktycznym stosowaniu informacji efektywnościowych w procesie planowania budżetu przez rząd, a także wykorzystaniu ich podczas prac parlamentarnych nad uchwalaniem ustawy budżetowej (najczęściej jako tzw.: performance-informed budgeting)

Budżet zadaniowy stosowany jest - w różnych formach i zakresie - w wielu państwach świata, w tym większości państw OECD (m.in. we Francji jako tzw. LOLF, w Wielkiej Brytanii jako system PSA, a w USA jako narzędzie PART). Budżetowi zadaniowemu towarzyszą często reforma polegająca na wdrożeniu wieloletniego planowania wydatków (programowanie w perspektywie kilku lat), a także rozwój audytu efektywnościowego. Metoda budżetu zadaniowego może być stosowana również w jednostkach samorządu terytorialnego (jst), przy czym stosowanie jej w jst nie zawsze połączone jest z używaniem tej metody w sektorze rządowym.

## Budżet zadaniowy w Polsce
W 2007 Ministerstwo Finansów opracowało pierwszy dokument zawierający plan części wydatków budżetu państwa (na 2008) w układzie zadaniowym. W uzasadnieniu do ustawy budżetowej na 2008 w układzie budżetu zadaniowego zaprezentowano 44% wydatków. W 2012 opracowano projekt pierwszego, równoległego do klasycznego, zadaniowego budżetu państwa (na rok 2013).
Budżet zadaniowy stosowany w jednostkach samorządu terytorialnego, to rozbudowany materiał planistyczny zawierający oprócz tradycyjnego podziału środków budżetowych zgodnie z klasyfikacją budżetową, wyszczególnienie zadań rzeczowych, jakie będą realizowane w danym roku budżetowym.
Od 2007 budżet zadaniowy wdraża Warszawa.